# Inbouwmotor

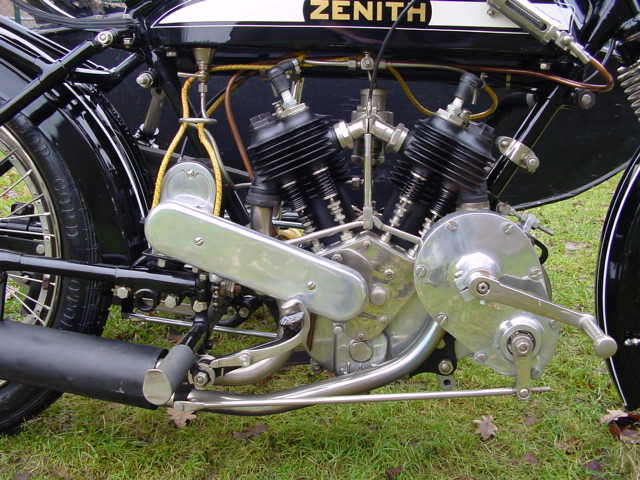
JAP 680 cc v-twin in een Zenith Gradua uit 1918

Een inbouwmotor is een motorblok dat door verschillende producenten van auto's en motorfietsen wordt gebruikt om in te bouwen in eigen modellen.
Sommige motorfabrikanten leveren hun motorblokken aan concurrerende merken. Enkelen specialiseerden zich zelfs geheel in de bouw van motorblokken die door verschillende andere merken gebruikt werden. Bekende fabrikanten van inbouwmotoren voor motorfietsen zijn onder andere DKW, ILO, JAP, Küchen, MAG, Minerva, Rotax, Sachs en Villiers.
In de auto-industrie is het gebruik van motoren van andere merken inmiddels heel gebruikelijk, omdat op die manier ontwikkelingskosten worden bespaard. Veel auto- en motorfietsmerken ontwikkelen in het geheel geen eigen motoren en gebruiken uitsluitend motoren van andere fabrikanten, een dergelijke motor wordt ook wel als klantenmotor bestempeld.
Inbouwmotoren worden ook wel power units genoemd.
Zie ook: Categorie: Inbouwmotormerk